# 笠原紀久
笠原 紀久（かさはら のりひさ、1973年9月28日 - ）は、日本の元男子バレーボール選手。東京都武蔵野市出身。ポジションはウイングスパイカー。

## 来歴
学生時代はジュニア代表に選ばれ、世界ジュニア、アジアジュニアに出場。中央大学を卒業後、1996年に東レ・アローズに入団。
元全日本代表の齋藤信治、小林敦とは同期入団で、2005年の第11回Vリーグでは東レ悲願の初優勝に貢献した。
2008年の第57回黒鷲旗大会を最後に現役引退するまで東レの中心選手として活躍した。

## 所属チーム
- 東洋高等学校
- 中央大学
- 東レ・アローズ（1996-2008年）